# Pétrole ! Pétrole !
Pour plus de détails, voir Fiche technique et Distribution.
Pétrole ! Pétrole ! est un film français de Christian Gion sorti en 1981.

## Synopsis
Un puissant exportateur de pétrole arabe, l'émir Abdullah (Bernard Blier), vient en France rencontrer son plus gros client, Jean-Marie Tardel (Jean-Pierre Marielle), le très peu scrupuleux PDG de la principale compagnie pétrolière importatrice de fioul, la G.A.P. Lors de leur entrevue, l'émir lui explique qu'il n'a pas d'héritier. Il lui demande alors de retrouver une fille qu'il a eue au cours de ses études à Paris et qu'il n'a jamais vue. 
Or il se trouve que sa fille (Catherine Alric), qui ne sait rien de son père, est l'épouse du garagiste Bernard Bérian (Henri Guybet). Celui-ci est aussi un petit importateur de pétrole, qui doit lutter âprement contre les grandes compagnies comme celle de Tardel. 
Dès que l'identité de la jeune femme est révélée, une lutte impitoyable commence, mêlant intérêts pétroliers et factions rivales au sein de la cour de l'émir.

## Fiche technique
- Titre : Pétrole ! Pétrole !
- Réalisation : Christian Gion
- Scénario : Christian Gion
- Décors : Serge Douy
- Photographie : Lionel Legros
- Montage : Nathalie Lafaurie
- Son : Pierre Befve
- Musique : Éric Demarsan
- Sociétés de production : Films A2, Joker Films, Les Films du Gave
- Production : Alain Terzian
- Studios : Paris-Studios-Cinéma (Studios de Billancourt)
- Pays :  France
- Genre : Comédie
- Durée : 84 minutes
- Date de sortie : 
  - France - 24 juin 1981
- Tous Publics
- Box-office France : 855 346 entrées
- Affiche : René Ferracci (France)

## Distribution
- Jean-Pierre Marielle : Jean-Marie Tardel
- Bernard Blier : l'émir Abdullah
- Catherine Alric : Lisa Bérian
- Henri Guybet : Bernard Bérian
- Charles Gérard : Prince Atiz
- Michel Modo : Alain Terrieur
- Bernard Musson : Durieux
- Max Douchin : le secrétaire
- Salah Al-Hamdani
- François-Xavier Avazeri : le portier de la bijouterie
- Abderrahmane Benkloua
- Serge Berry : le gérant
- Azeddine Bouayad : l'Arabe dans la 403
- Robert Brémant
- Jerry Brouwer : Alex Terrieur
- Arnaud Bruyère : le petit blond (pilote du Canadair)
- Franco Carella : le grand brun
- Marie-Pierre Casey : la préposée des PTT
- Michel Chalmeau : l'automobiliste
- Jean Cherlian : la maître d'hôtel
- Med Salah Cheurfi : Ahmed
- Levi Eloko : le facteur noir
- Abderraahmane El Kebir : un homme de main d'Atiz
- Jackie Fleury : l'Anglaise
- Serge Frédéric : le père de Samuel
- Pierre Gérald : le président
- Mohamed Ab Del Kader Hassan
- Ali Lamraoui
- Christian Masson
- Jean Michaud : le bijoutier
- Sylvain Ramsamy
- Jean-Claude Remond : le garde 747
- Roger Riffard : l'agent
- Catherine Serre : la vendeuse de porcelaine
- Ahmed Taybi
- Touabi Madjid
- Okacha Touita : un homme de main d'Atiz
- Maria Verdi : Mme Germaine Tardel
- François Verdoux
- René Wiard : le motard
- Georges Branche
- Samuel Gion : Samuel
- Med Salah Cheurfi
- El Efni
- Hassan
- Alain Nader

## Autour du film
- L'une des chansons que chante l'émir Abdullah est Se canto.

- Auparavant, l'émir, faisant allusion à sa vie d'étudiant à Paris, commence à chanter De profundis morpionibus. Il ne s'agit pas d'une invention, mais d'une chanson paillarde, publiée pour la première fois en 1864 par Auguste Poulet-Malassis, dans le Parnasse satyrique du XIXe siècle.

- Pendant la détention de Liza Bérian, on entend la chanson Faut pas mollir de Bob Decout, sortie en 1981.

- Certaines scènes laissent transparaître des allusions au contexte politique : un portrait de Ronald Reagan, un graffiti « Lisez Rouge ! », l'hebdomadaire édité par la Ligue communiste révolutionnaire.